# Bitches Sin
Bitches Sin ist eine englische New-Wave-of-British-Heavy-Metal- und Hard-Rock-Band aus Barrow-in-Furness, die 1980 gegründet wurde und sich 1986 auflöste. Nachdem sich die Gruppe 1988 wieder kurzzeitig zusammengefunden hatte, ist sie seit 2005 wieder regelmäßig aktiv.

## Geschichte
Die Band wurde im April 1980 gegründet, wobei die Mitglieder schon vorher Erfahrung in verschiedenen kleineren Amateur-Bands gesammelt hatten. Die Gruppe bestand aus den Brüdern und Gitarristen Ian und Pete Toomey, dem Sänger Alan „Cocky“ Cockburn, dem Bassisten Perry „Pez“ Hodder und dem Schlagzeuger Bill Knowles. Im August folgte ein erstes Demo namens Twelve Pounds and No Kinks, das unter anderem die Lieder Bitches Sin, Two of a Kind und White Lady enthält. Das Demo setzte sich recht gut ab und die Band wurde vor allem im Nordwesten häufiger gespielt. Vor allem Picadilly Radio spielte das Demo recht häufig. Im Anschluss wurde Neat Records auf die Gruppe aufmerksam, worüber Anfang 1981 die Single Always Ready (for Love), mit dem Lied Sign of the Times als B-Seite, erschien. Die Band konnte vor allem in den Niederlanden größere Beachtung erreichen, da das Titellied häufig von der DJ Hanneke Kappen in ihrer Sendung gespielt wurde. Im selben Jahr erschien zudem das Lied Down the Road, das von Twelve Pounds and No Kinks stammte, auf dem Neat-Records-Sampler Lead Weight. Für den Sampler Heavy Metal Heroes, der im selben Jahr bei Heavy Metal Records erschien, trug die Gruppe das Lied Strangers on the Shore bei.
Danach beschlossen die Toomey-Brüder, die Band um sich neu zu besetzen, sodass der Sänger Tony Tomkinson, der Bassist Dave Newsham und der Schlagzeuger Tony Leece zur Gruppe kamen. Der Bassist Hodder gründete nach seinem Ausstieg die Band Goldsmith. Daraufhin folgte das Demo Your Place or Mine. Am 16. Oktober 1981 war die Band in der Friday Rock Show zu hören, in der sie neue Versionen von Strangers on the Shore und Down the Road sowie die neuen Songs Hold on to Love und Fallen Star spielte. Die Gruppe konnte Heavy Metal Records von sich überzeugen, woraufhin Anfang 1982 die Arbeiten zum Debütalbum begannen. Hierfür kamen der Bassist Martin Owen und der Schlagzeuger Mark Biddiscombe als neue Mitglieder hinzu. Das Album erschien Mitte des Jahres unter dem Namen Predator. Die Band war enttäuscht von dem geringen Erfolg des Albums und machte das Label hierfür verantwortlich. Es wisse zwar wie man ein Produkte bewerbe, jedoch habe man der Band nicht genug Zeit im Studio gelassen, was auf Kosten der Qualität gegangen sei. Die Band habe für das Aufnehmen von zehn Liedern fünf Tage Zeit gehabt, zudem habe es Probleme beim Schneiden gegeben, worauf die Band jedoch keinen Einfluss gehabt habe.
Infolgedessen veränderten die Tommey-Geschwister die Besetzung wieder stark. Bill Knowles kam als Schlagzeuger zur Band zurück, während Frank Quegan den Gesang und Mike Frazer den Bass übernahm. In der ersten Hälfte des Jahres 1983 erschien daraufhin das Demo Out of My Mind, das Heavy Metal Records jedoch nicht zur Veröffentlichung eines zweiten Albums überzeugen konnte. Die Band begann dann mit den Verhandlungen mit Neat Records und Bullet Records, die allerdings zu nichts führten. Stattdessen erschien 1983 die EP No More Chances, die das gleichnamige Lied, Overnight und Ice Angels enthält. Die ersten beiden Lieder sind auf dem vorangegangenen Demo enthalten und wurde für die EP überarbeitet, während letzteres Lied ein älteres war. In der folgenden Zeit setzte die Band ihre Suche nach einem Label fort und ließ, bis auf einen Einschluss des Out-of-My-Mind-Liedes Ain’t Life a Bitch auf dem Roadrunner-Records-Sampler 12 Commandments in Metal im Jahr 1985, kaum von sich hören. Nachdem ein Demo aufgenommen worden war, das neben den neuen Lieder Dawn of Destruction und Roundabout überarbeitete Lieder enthält, erreichte die Band einen Vertrag bei dem US-amerikanischen Label King Klassic Records. Anfang 1986 begann die Gruppe mit den Aufnahmen des zweiten Albums, ehe es im selben Jahr unter dem Namen Invaders erschien. Der Tonträger bestand dabei aus bereits bekanntem Material. Da das US-Label das Album weder in Großbritannien noch in anderen Teilen Europas vertrieb, war das Album kaum beachtet, woraufhin sich die Band gegen Ende des Jahres auflöste. Die Toomey-Brüder gründeten daraufhin 1987 die Band Flashpoint.
Nach der Auflösung sicherte sich G.I. Records die letzten Aufnahmen der Band und plante eine Veröffentlichung von Invaders in Großbritannien. Schließlich wurde das Album neu aufgenommen, nachdem die Toomey-Bruder den Schlagzeuger Paul Smith engagiert hatten. Zudem experimentierte man mit dem Einsatz des Keyboarders Dave Osbeldiston. Die Aufnahmen wurden Ende 1988 beendet, ehe das Album im Folgejahr erschien, wobei drei Lieder durch andere ersetzt worden waren. Das Album enthält nur insgesamt neun statt zehn Lieder, wobei es sich bei Destroyer, Alligator und The Cry um bisher unveröffentlichte Lieder handelte.
Im Februar 2005 fand sich die Band wieder zusammen und begann die Arbeiten zu einem neuen Album. Nach der Veröffentlichung von mehreren Kompilationen erschien im April 2008 das Album UDUVUDU. Zudem spielte die Band mehrfach Konzerte, unter anderem auch im April 2009 auf dem British Steel Festival. Im Mai 2009 verließ der Bassist Daniel „DBasser“ McNamee die Band um sich der Fotografie zu widmen und wurde durch Daniel „Macca“ McNamee ersetzt. Im Juli begab sich die Band mit dem Produzenten Chris Tsangarides in das The Ecology Studio, um das Simon-&-Garfunkel-Cover The Sound of Silence sowie die Lieder What Loving Means und Red Skies aufzunehmen, die im September als Single erschienen. Im Januar und Juli 2010 begab sich die Band mit Chris Tsangarides ins Studio, um ihr nächstes Album aufzunehmen, ehe es im September 2011 erschien. In der Zwischenzeit hielt die Band Auftritte ab, wie etwa im Oktober 2010 auf dem Heavy Metal Maniacs Festival im niederländischen Hoorn. Im April 2012 trat die Gruppe auf dem British Steel Festival in London auf.

## Stil
Laut Malc Macmillan in The N.W.O.B.H.M. Encyclopedia ist die Single Always Ready (for Love) mit den Werken von Buffalo, Sparta und Battleaxe vergleichbar. Das Album Predator biete gewöhnlichen Metal, in dem man Gemeinsamkeiten zu Tank und Chainsaw heraushöre. Invaders biete variable und kraftvolle Musik, die man zwischen Jameson Raid und Trident einordnen könne.
The International Encyclopedia of Hard Rock and Heavy Metal von Tony Jasper und Derek Oliver ordnete die Band dem Hard Rock zu.
Martin Popoff stellte in The Collector’s Guide of Heavy Metal Volume 2: The Eighties zur Predator fest, dass es hierauf schlechte Riffs gibt, mit Musik, die ohne Fokus und Dichte und schlecht abgemischt sei. Die Band könne man zwischen Praying Mantis, Black Rose und Wolf einordnen. Auf Invaders vermische die Gruppe Hard Rock mit Pomp Rock und Melodic Rock und klinge wie Magnum und Nightwing abzüglich der Keyboards. Zudem verglich er die Gruppe mit Satan, Blind Fury und Demon.
Andreas Schöwe vom Metal Hammer schrieb in seiner Rezension zu The First Temptation, dass die Band zu den Hoffnungsträgern der ersten Welle des britischen Heavy Metal zählte. Auf der Kompilation gebe es an Def Leppard erinnernden Hard Rock, der einen leichten Einfluss aus dem Sleaze Rock aufweise. Die Musik sei für Fans von Praying Mantis, Tygers of Pan Tang, Saxon, Angel Witch und der US-Band Angel.

## Diskografie
- 1980: Twelve Pounds and No Kinks (Demo, Terminal Records)
- 1981: Always Ready (for Love) (Single, Neat Records)
- 1981: Your Place or Mine (Demo, Eigenveröffentlichung)
- 1982: Predator (Album, Heavy Metal Records)
- 1983: Out of My Mind (Demo, Terminal Records)
- 1983: No More Chances (EP, Q T Records)
- 1986: Invaders (Album, King Klassic Records)
- 1989: Invaders (Neuaufnahme des 1986er Albums mit veränderter Trackliste, G.I. Records)
- 2004: The First Temptation (Kompilation, Majestic Rock)
- 2005: Your Place or Mine (Kompilation, Eigenveröffentlichung)
- 2007: Essential Sins (Kompilation, Eigenveröffentlichung)
- 2008: UDUVUDU (Album, Eigenveröffentlichung)
- 2009: The Sound of Silence (Single, Eigenveröffentlichung)
- 2011: The Rapture (Album, Eigenveröffentlichung)